# Leptonema displicens
Leptonema displicens is een schietmot uit de familie Hydropsychidae. De soort komt voor in het Afrotropisch gebied.